# Jean-Victor Augagneur
Jean-Victor Augagneur, dit Victor Augagneur, né le 16 mai 1855 à Lyon et mort le 23 avril 1931 au Vésinet, est un médecin et homme politique français.

## Biographie

### Famille
Originaire du Brionnais, il est fils de Pierre-François Augagneur, jardinier puis régisseur à Lyon, petit-fils d'un menuisier de Saint-Laurent-en-Brionnais et d'un jardinier garde-champêtre de Vauban, Victor Augagneur (son nom d'usage) n'est pas issu de la bourgeoisie lyonnaise. Il fait ses études au séminaire de Semur-en-Brionnais avant d'embrasser la carrière médicale.

### Carrière politique
En 1890, il entre au conseil municipal de Lyon, ville dont il devient maire en 1900, après avoir battu Antoine Gailleton, son mentor, républicain plus conservateur. Il pratique une politique populaire avec trois priorités : hygiène, éducation, voirie. Dès 1904, il est élu député de Lyon, membre du Parti républicain-socialiste.
En raison de son tempérament autoritaire, les satiristes du journal Guignol l’appelaient le roi Victor ou Victor Ier.
Ambitieux, réélu maire en 1904, il démissionne de ses mandats municipal et parlementaire pour devenir gouverneur général de Madagascar le 3 novembre 1905, pour succéder à Joseph Gallieni. Il laisse alors un jeune radical-socialiste, modeste et prometteur, Édouard Herriot.
À son retour en 1910, il siège à la Chambre en étant élu député du Rhône. Il est ensuite, du 27 juin 1911 au 14 janvier 1912, ministre des Travaux publics et ministre des Postes et télégraphes, dans le gouvernement Joseph Caillaux, puis, du 13 juin au 3 août 1914, ministre de l'Instruction publique et des Beaux-Arts dans le gouvernement de René Viviani, et enfin, du 3 août 1914 au 29 octobre 1915, ministre de la Marine dans les gouvernements René Viviani 1 et 2. À la suite de la chute de ce dernier, et de son remplacement à la tête du ministère de la Marine par l'amiral Lacaze, sa dernière mesure prise est d'infliger 30 jours d'arrêts à l'amiral pour s'être déplacé à Paris sans la permission du ministère.
À la Chambre des députés en 1916, face aux partisans de la méthode forte (notamment Justin Godart), il prend position contre l'utilisation de la méthode dite du « torpillage ». Il décrit cette méthode comme inhumaine et ne prenant pas en compte la souffrance des poilus. Il se montre également un farouche opposant à l'attribution du droit de vote aux femmes en 1919, craignant, en radical laïque convaincu, après la saignée de la Grande Guerre, leur nombre et leur conservatisme.
En 1919, il est nommé gouverneur de l'Afrique équatoriale française. C’est dans ce cadre qu’il signe le 11 mai 1922 le décret portant création de la ville de Pointe-Noire.

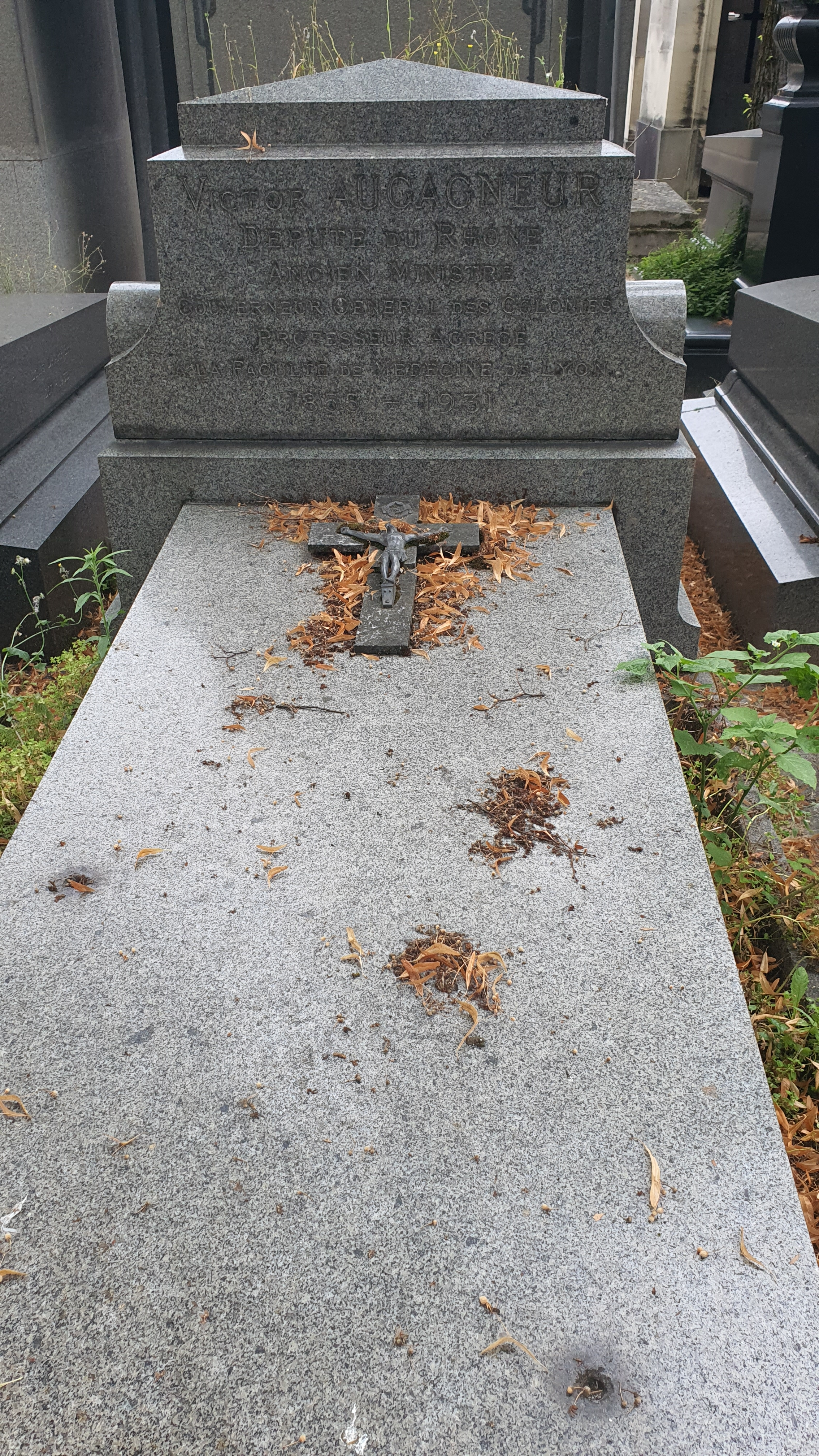
Sépulture de Jean-Victor Augagneur.

En 1928, il est de nouveau élu député de Lyon et le demeure jusqu'à sa mort. Il repose au cimetière du Montparnasse (10e division).

## Écrits
Outre ses articles scientifiques, Victor Augagneur est l'auteur d'un essai, Erreurs et brutalités coloniales, paru en 1927, aux éditions Montaigne, Paris.

## Hommages
Le quai Victor-Augagneur, appelé ainsi à Lyon depuis 1932. Un lycée est nommé en son honneur à Pointe Noire en République du Congo. Un boulevard porte également son nom à Tamatave à Madagascar, ainsi qu'un collège d'enseignement général le long de ce même boulevard.

## Critiques
Roger Sargos, forestier colonial influent, émet de vives critiques écrivant de lui lorsqu'il était gouverneur de l'Afrique-Équatoriale française « Augagneur, autocrate, plus rudement autoritaire encore, [que Gabriel Angoulvant], politicien déjà rencontré à Madagascar où il était arrivé avec le surnom de “l’Empereur”, reparti avec les surnoms de Divan-le-Terrible ou le Canapétien […] ; envoyé en AEF en 1920 à 65 ans […] fit le maximum de mal dans le minimum de temps. Ce satrape affichait, à l’opposé du cynisme désinvolte de son prédécesseur, des dehors farouchement intègres mais qui recouvraient les mêmes appétits et de pareilles combines. ».
D'après certaines sources, Victor Augagneur aurait appartenu au Grand Orient de France, via la loge "Droit et Justice" du Grand-Orient à Paris.